# Weser-Flugzeugbau
Die Weser-Flugzeugbau GmbH (kurz: „Weserflug“) war ein deutscher Flugzeughersteller und Tochterfirma der Bremer Werft AG „Weser“.

## Geschichte
Zur Erschließung eines neuen Geschäftsbereichs außerhalb des Schiffbaus wurde die Weser-Flugzeugbau GmbH 1934 vom Mutterkonzern der AG „Weser“, Deutsche Schiff- und Maschinenbau Aktiengesellschaft (DeSchiMAG), gegründet. Im Zweiten Weltkrieg war Weserflug der viertgrößte Flugzeughersteller des Deutschen Reiches.

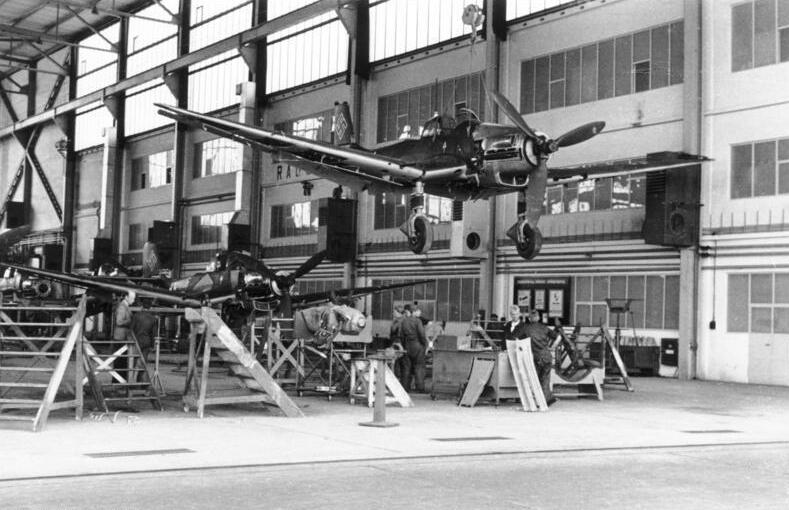
Produktion von Ju 87 in Lemwerder

Herbert Göring (1889- nach 1945; Vetter von Reichsluftfahrtminister Hermann Göring) war zeitweilig Verwaltungsratsvorsitzender und Großaktionär der Weser-Flugzeugbau GmbH.
1934 übernahm Weserflug die Rohrbach Metallflugzeugbau GmbH, Berlin. 1941 wurde die Weserflugzeugbau-GmbH vom Krupp-Konzern übernommen; 1944 arbeiteten 22.904 der rund 46.000 vom Konzern in Bremen Beschäftigten bei Weserflug. Im Herbst 1942 erhielt die WFG die stillgelegten Rabsteiner Fabriken bei Böhmisch Kamnitz im Sudetenland als Produktionsstätte für Flugzeuge und Waffen zugewiesen. Im Juli 1944 begann durch Häftlinge des Außenlagers Rabstein des KZ Flossenbürg unter dem Decknamen Zechstein die Anlegung eines auf 80000 m² konzipierten unterirdischen Verlagerungsbetriebes im Rabsteiner Grund bei Johnsbach. Bis zum Mai 1945 wurden 17500 m² fertiggestellt und in der Verlagerungsstätte die Produktion von Zubehör für die Ju 87 aufgenommen. Für den Arbeitskräftebedarf des kriegswichtigen Unternehmens entstanden um Johnsbach, Rabstein und Böhmisch Kamnitz 30 Arbeitslager sowie zwei Kriegsgefangenenlager für sowjetische und angloamerikanische Gefangene. Insgesamt waren im Lagerkomplex Rabstein 6000 Menschen aus 18 Ländern untergebracht.
1944 übernahm Weserflug die Delmenhorster Firma Focke-Achgelis, die Henrich Focke mit Gerd Achgelis zur Entwicklung von Hubschraubern (oder auch Drehflüglern, Tragschrauber) gegründet hatten. 1944 wurde das Berliner Management der Weserflug nach Hoykenkamp (Ganderkesee), zirka 15 km westlich von Bremen verlegt.
1954 schlossen sich für den Lizenzbau des französischen Transportflugzeuges Nord N 2501 Noratlas (Kunde: die deutsche Bundeswehr) der Hamburger Flugzeugbau, Weserflug und die Siebel Flugzeugwerke zur Flugzeugbau Nord GmbH zusammen. 1961 ging die Weser-Flugzeugbau GmbH in den Vereinigte Flugtechnische Werke (VFW) auf.

### Flugzeuge
In Lizenz stellte Weserflug in seinen Werken Lemwerder, Berlin-Tempelhof und Liegnitz (Schlesien) die Junkers-Flugzeuge Ju 86, Ju 87, Ju 188 und Ju 388 sowie die Focke-Wulf Fw 190 her.
1937/38 präsentierte Weserflug eine eigene Konstruktion: ein kleines zweimotoriges Amphibium We 271 V1, D-ORBE. Die rechteckige Flügelform wurde von Adolf Rohrbach entworfen. Als Triebwerk dienten zwei Argus As 10c von je 240 PS. Die seitlichen Stützschwimmer hatten nicht die übliche Boots-, sondern Tropfenform. Auch das doppelte Endscheiben-Leitwerk war rechteckig ausgeführt. Das Flugzeug hatte ein maximales Fluggewicht von 2900 kg. Die Flächenbelastung betrug 106 kg/m², die Leistungsbelastung 5 kg/PS. Die Flugerprobung fand 1938 mit Bodenstarts in Lemwerder und der Wassererprobung in Einswarden (ehemalige Frerichswerft der Deschimag) statt.
Ebenfalls 1938 erfolgte der Erstflug der Bf 163, von Messerschmitt als Konkurrenz zur Fi 156 entwickelt, jedoch wegen Auslastung der Kapazitäten an Weser-Flugzeugbau abgegeben. Das Flugzeug ging zugunsten der Fi 156 nicht in Serie.

### Adolf Rohrbach
1922 gründete Adolf Rohrbach in Berlin die Rohrbach Metallflugzeugbau GmbH zum Bau von fortschrittlichen Ganzmetallflugzeugen. Anfang der 1930er Jahre musste die Firma Rohrbach aus wirtschaftlichen Gründen den Betrieb einstellen. Im April 1934 übernahm die Weser-Flugzeugbau GmbH diese Firma.
Adolf Rohrbach wurde 1935 technischer Direktor von Weserflug in Lemwerder, die 1936 ihre Produktion startete. Seine Arbeitsgebiete waren die Drehflügler VTOL (engl.: Vertical TakeOff and Landing) – es wird ihm eine Zusammenarbeit mit Henrich Focke in Hoykenkamp (Ganderkesee) nachgesagt, der den ersten gebrauchsfähigen Hubschrauber in Deutschland entwickelt hat (siehe Focke-Wulf Fw 61, Focke-Achgelis Fa 223).